# Wardley-kort
Et Wardley-kort er et kort til forretningsstrategi. Komponenter bliver placeret i en værdikæde og forankret af brugerens behov, med bevægelse beskrevet af en udviklingsakse.  Wardley-kort er opkaldt efter Simon Wardley, der skabte teknikken ved Fotango i 2005 efter at have skabt rammen for udvikling året før. Teknikken blev videreudviklet i virksomheden Canonical mellem 2008 og 2010, og dele af opgaven med kortlægning er beskrevet i artiklen "Better For Less" udgivet i 2010.

## Resume
Hver komponent i et Wardley-kort klassificeres både efter dens position inden for en kæde af komponenter (en værdikæde), der er forankret omkring en slutbruger (uanset om det er kunder, forbrugere, virksomheder, myndigheder eller andre) og efter, hvor udviklede disse komponenter er. Udviklingen af en komponent er defineret som et interval fra tilblivelse til vare. Komponenter tegnes som noder med relationer som linjer imellem dem. Et sæt akser kan også tilføjes med synlighed i kæden vist i en y-akse og udvikling på x-aksen.
Meget af teorien om Wardley-kortlægning er beskrevet af Wardley i en serie på 19 blogindlæg, som er et resume af hans tidligere blogindlæg og en dedikeret wiki kaldet Wardleypedia.

## Eksempel
Forestil dig, at en virksomhed ønsker at oprette en ny dronebudtjeneste. Brugerens behov er at modtage pakker hurtigt fra virksomheden. Virksomhedens mål er at opfylde dette brugerbehov ved at levere pakker hurtigt til kunderne. Dette er en komponent med høj værdi og lav varegørelse og placeres øverst til venstre på et Wardley-kort. Hvis der var masser af konkurrerende virksomheder på markedet, ville denne komponent flytte sig til højre på Wardley-kortet, hvilket indikerer, at tjenesten er tættere på at være en vare.
Andre komponenter kortlægges på samme måde. For eksempel skal en droneoperatør være opmærksom på vejrforholdene for at bestemme den rute, en drone skal tage, og den maksimale vægt, den kan bære. Vejrinformation er af ringe værdi for kunden og kan købes fra en lang række udbydere af vejrdata. Det er således placeret nederst til højre på Wardley-kortet.

## Anvendelse
Wardley-kort bruges inden for den britiske regering, med særlig interesse inden for Government Digital Service (GDS) til strategisk planlægning og identifikation af de bedste mål for modernisering af offentlige digitale tjenester.
De er blevet brugt til at kortlægge den eksisterende og planlagte teknologiske infrastruktur og tjenester til High Speed 2 (HS2).
De er blevet brugt til at kortlægge værdikæden og modenheden af komponenter i sikkerhedsoperationer for at støtte en stor kommerciel organisations beslutning om at bygge eller outsource deres sikkerhedsdriftscenter, SOC Value Chain & Delivery Models

## Værktøjer
Der findes en række værktøjer, herunder Online Wardley Maps, skabeloner i Miro, plugins til Visual Studio, MapScript,  Wardley Map-generator skrevet i Golang, MapKeep, og Glamorous Toolkit.

## Kritik
Simon Wardley hævder, at meget af processens værdi ligger i "at afsløre antagelser. tillade udfordring og skabe konsensus" — men kritikere bekymrer sig om, at processen faktisk lader folk "hvidvaske antagelser til fakta, delegitimere udfordring (og stadig skabe konsensus)".